# Első ágfalvi összecsapás

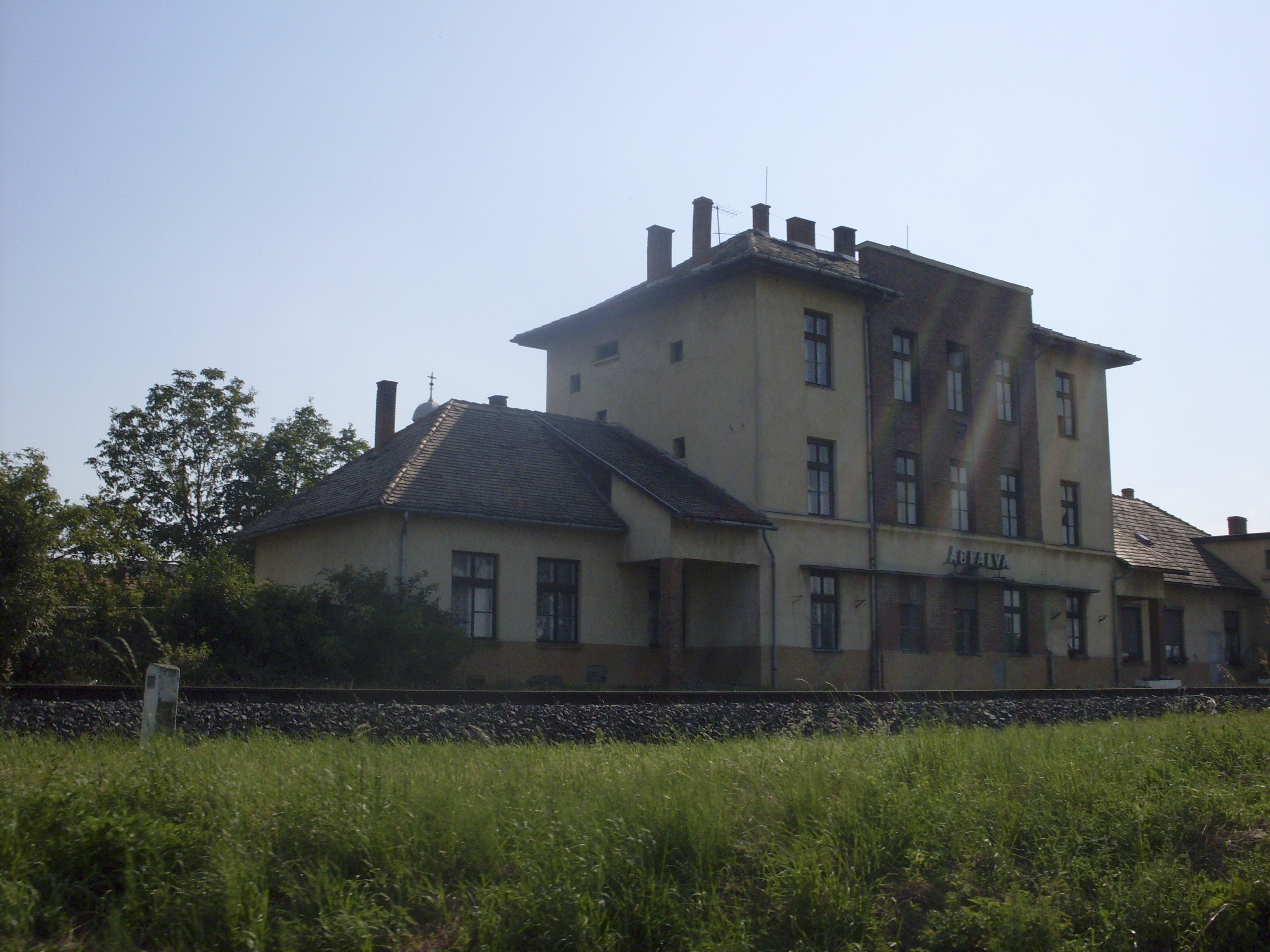
Az ágfalvai vasútállomás (az összecsapások egyik színhelye) napjainkban

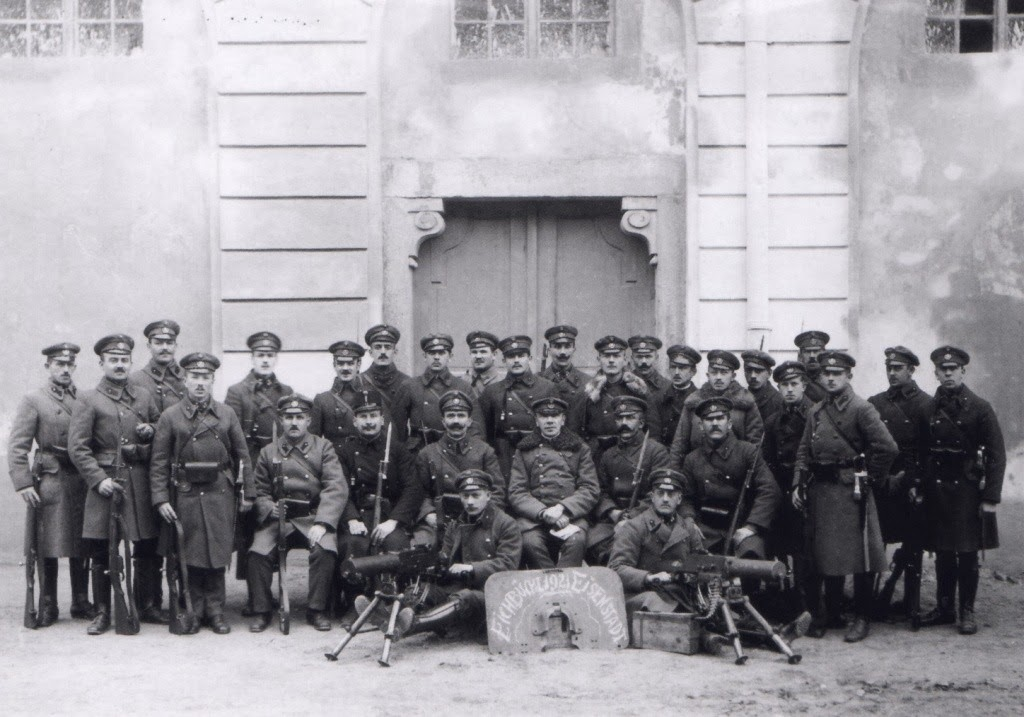
A Sopronba bevonulni készülő osztrák csendőrök egyik egységének csoportképe

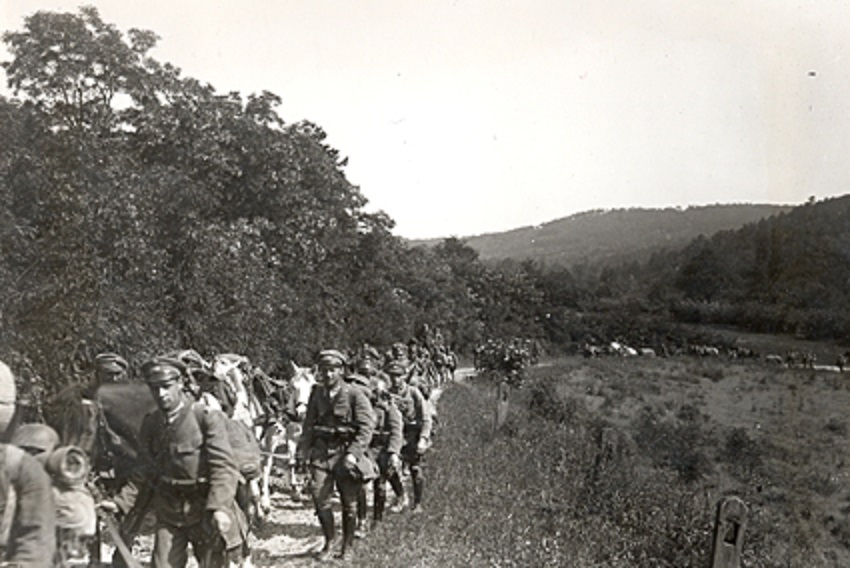
Az Ágfalva és Sopron irányába tartó osztrák csendőrség határátlépése Lajtaszentgyörgynél

Az első ágfalvi összecsapás a nyugat-magyarországi felkelés első ütközete volt a Sopron környéki Ágfalva mellett, a városba bevonulni szándékozó osztrák csendőrség ellen, amely Ausztria területi igényét volt hivatott érvényesíteni a területre. A rongyosok itt érték el első nagy sikerüket, amelyet további jelentős összecsapások követtek, melyekben az osztrák rendvédelmi erők sorra alulmaradtak. Nem egészen két héttel később az osztrákok ismét ugyanezen az útvonalon megint megpróbáltak bevonulni Sopronba, ám a második ágfalvi összecsapásban az alacsonyabb létszám és elégtelen fegyverzett ellenére a felkészültebb, motiváltabb és tapasztaltabb felkelők ismét megverték a csendőröket.
Az osztrák sajtó akkoriban olyan állításokkal élt, hogy a bevonuló csendőralakulatokat Ágfalvánál mintegy 2000 magyar támadta meg, amely erős túlzásnak és propagandának tekinthető. Az osztrákok továbbá úgy festették le a felkelést, mintha magyar banditák rabolnának és fosztogatnának Nyugat-Magyarországon, valamint az osztrák határvidéken, s terrorizálják a lakosságot. Ennek természetesen volt részinti alapja, ugyanis ismeretesek a Rongyos Gárda jó néhány tagjának fosztogatásai.
Az ágfalvai harcokat szokás csatáknak nevezni, valójában azonban gerillaakciókról van szó rendvédelmi erők ellen, akárcsak a többi összecsapás esetében. A hagyományos rendfenntartó és tömegoszlató módon küzdő osztrák csendőrség tehetetlen volt a kidolgozott stratégiával harcoló, körültekintően támadó Rongyos Gárdával szemben, akik betörtek az ezeréves határ melletti osztrák településekre is (jó példák erre a gyanafalvai, pörgölényi és kirchschlagi összecsapások).

## Előzmények
A nyugat-magyarországi felkelést Prónay Pál, Héjjas Iván és Durics Hilmi Huszein főmufti szervezték meg. Utóbbi muzulmán vallású bosnyák és albán önkéntesek toborzott az alakuló Rongyos Gárda számára. A szervezkedés azt követően indult, hogy az antant 1919. szeptember 10-én a saint-germaini békeszerződésben jóváhagyta az osztrák területi követeléseket Nyugat-Magyarországon, s az osztrákok a magyar fél kezdeményezése ellenére nem voltak hajlandók tárgyalni a terület sorsáról. A trianoni békeszerződés megerősítette Nyugat-Magyarország Ausztriához csatolását és Magyarország kényszeresen belement nyugati területe kiürítésébe, amit két részre az ún. A és B zónára osztották. Az előbbi a mai Burgenlandot, az utóbbi Sopront és környékét jelentette.
A Rongyos már 1918. április 18-án, Héjjas Iván vezetésével megalakult, melyben ott voltak komoly harctéri tapasztalatokkal bíró, az első világháborút is megjárt leszerelt katonák (így a Székely Hadosztály valamikori tagjai), alföldi és mosoni földművesek, budapesti egyetemisták és a muszlim önkéntesek is.
A felkelők 1920. július 30-án Francia Kiss Mihály vezetésével behatoltak Stájerországba és kirabolták a Fürstenfelden (magyar nevén Fölöstöm) található osztrák fegyverraktárat, így jelentős mennyiségű felszereléshez jutottak.
Sigray Antal főkormánybiztos irányította az A zóna kiürítését, ám még ezt megelőzően Sopronba küldött egy csendőrökből álló különítményt Ostenburg-Moravek Gyula parancsnoksága alatt, valamint beleegyezett abba, hogy Prónay Pál és Hindy Iván ezredes vezetésével fegyveres rongyosok jöjjenek a környékre, akik készenlétbe állva várták az osztrákokat.
Nyolc nappal a tervezett osztrák bevonulás előtt Sopronban tüntetések kezdődtek a város elcsatolása ellen. Augusztus 26-án Sigray kiüríttette az A zónát, kivonták a reguláris katonai erőket és a magyar adminisztrációt is.
Augusztus 28-án az osztrák csendőralakulatok Lajtaszentgyörgynél léptek Magyarország területére és Ágfalva irányába vonultak. A menetoszlop zenekari kísérettel és civilekkel kívánta végrehajtani a város bevételét, mivel hivatalosan a környék német lakosságának „felszabadítására” történt volna az aktus. Velük tartott a skót származású Robert Davy osztrák kormánybiztos, akit a kormány a terület élére nevezett ki.

## A rongyosok helyzete
Augusztus 27-én este 11 óra körül már megjelent Sopronban a Rongyos Gárda 120 emberrel (soraikban a Francia Kiss által toborzott kecskeméti önkéntesekkel és muszlim, főleg bosnyák önkéntesekkel). Velük jött Héjjas Iván és Gévay-Wolf Lajos soproni alispán. A területet kémjeik már napokkal korábban felderítették, így pontos és részletes információkkal rendelkeztek, s tudták, hogy hol kell felvenniük a hadállásokat.

## A harc
Másnap délelőtt 11 óra körül a három, egyenként 40 fős csoportra osztották a csapatot: a balszárny parancsnoka Francia-Kiss Mihály, a közép parancsnoka Maderspach Viktor, jobbszárnyé pedig Kaszala Károly. Ezután megkezdték az előre nyomulást Kismarton, Lépesfalva és Ágfalva felé, hogy elfoglalják a stratégiai fontosságú helyeket.
Az előre nyomulás kis időre megállt egy völgyhídnál, ahonnét előre küldtek hat embert a helyzet felderítésére. A helyszínen két kerékpárossal találkoztak, akik kölcsönadták a felkelőknek a biciklijüket. A feljegyzések szerint két ember előre kerekezett, majd a kecskeméti Zubornyák Mátyás önkéntes adta le az első lövést a csendőrökre. Mivel a középső hadtest lemaradt, így a kiküldött előőrsöt majdnem bekerítették, ezért Maderspach kiadta a visszavonulási parancsot. A parancsot Baracsi László kecskeméti önkéntes továbbította, ám a kialakult tűzharcban eltaláltak és meghalt. Baracsi egy tizenháromgyerekes alföldi gazda volt, aki roppant szegény körülmények közül származott.
Az osztrákok Ágfalvát megszállva tartották és parancsnokságukat a helyi iskola épületében rendezték be, csapataik pedig a  vasúti töltés mögött vették fel pozícióikat, ahol kemény ellenállást tanúsítottak.
Miután a felkelőparancsnokok helyreállították az összeköttetést a közép- és a jobbszárny között ellentámadást indítottak és visszaszorították az osztrák csendőröket. A csendőrök akkor kerültek nehéz helyzetbe, amikor a közeli magaslatról géppuskával kezdtek rájuk lőni. Az osztrákokon pánik lett úrrá és a vasútra felkapaszkodva visszamenekültek osztrák területre. Az osztrák források szerint a csendőrök később azzal indokolták tettüket, hogy ők egyszerű tisztviselők, akiket nem képeztek ki harci feladatokra.
Kaszala embereinek még Davy kormánybiztost is sikerült elfognia, aki autójával igyekezett Sopronba, s akinek társaságában egy olasz carabinieri volt. Ennek ellenére Davy nem maradt fogságban, mert egy Ostenburg-Moravek csendőreitől érkező főhadnagy kikérte őt a felkelőktől és elkísérte a határig, így a kormánybiztos visszatérhetett Ausztriába.

## Következmények
Majdnem az ágfalvi összecsapással egy időben harcok robbantak ki Burgenland többi pontján is. Az itt elért sikerekben a Rongyos Gárda biztosította a területet, elfoglalta a létfontosságú vasútvonalakat és főútvonalakat, ez pedig lehetővé tette, hogy október 4-én kikiáltsák a Lajtabánságot, hogy ezzel vegyék elejét a terület elcsatolásának, minek folytán a magyar állam hivatalosan nem támogatta (nem támogathatta) a felkelést.
A magyar sajtó lelkesen ünnepelt és rendkívüli dicsérő szavakkal illette az ágfalvi csata hőseit. A Pester Lloyd c. lap szerint Ágfalvánál a helyi lakosság lázadt föl és verte ki az osztrákokat a településről. Az ágfalvai lakosság azonban a harcok alatt a pincékben rejtőzött el, így civil áldozata nem volt a faluban zajló lövöldözéseknek. A felkelők részéről csak Baracsi halt meg. A csendőrség pontos vesztesége nem ismert, a felkelők 2 halottat találtak a helyszínen, a többi halottat és sebesültet az osztrákok magukkal vitték.
A felkelők sikerét ellenben nem fogadta mindenki lelkesedéssel. Sokan, főleg osztrák-párti emberek menekültek Ausztriába a Rongyos Gárda elől, mivel annak tagjai keresték a lehetséges besúgókat és a kommunista szimpatizánsokat. A bosnyák önkéntesek ráadásul fosztogatni kezdtek a faluban, de velük szemben Maderspach igen keményen fellépett, egyiküket még fel is pofozta. Az ágfalvaiak jelentős része tartott a rongyosoktól és nem fogadta mindenki bizalommal őket. Számos kérdés merült fel Baracsi halálát illetően is, mivel ellentmondásos és bizonytalankodó állítások születtek, amelyek nem tartották biztosnak, hogy valóban a csendőrség lőtte volna le.
Baracsit nem tartották rokonszenves embernek, akit bár napjainkban sokan a felkelés mártírjaként tisztelnek, odahaza viszont erőszakos embernek ismerték. A Rongyos Gárda alföldi önkénteseire volt sok panasz, akik a fosztogatásokban az élen jártak. Vannak akik szerint nem hazafias érdekből, hanem csupán zsákmányszerzés végett csatlakoztak a felkeléshez, hogy így tegyenek szert javakra, mert odahaza sanyarú körülmények között tengődtek.
Az ellenállás sikereinek hatására viszont működésbe lépett a magyar diplomácia, hogy legalább részleges revíziót csikarjon ki és ennek eredményeképp került sor a soproni népszavazásra is. A határ innenső oldalán az elmenekült osztrák szimpatizánsok megpróbáltak egy a Rongyos Gárdához hasonló alakulatot szervezni, hogy maguk harcoljanak a felkelők ellen azok módszereit használva, ám nem kaptak ehhez fegyvert az osztrákoktól, ami többükben kiábrándultságot szült. Az osztrák csendőrség csak a királypuccs után próbálkozott meg újabb akcióval Sopron térségében, ám ez a támadásuk is hamar összeomlott a második ágfalvi összecsapás során.

## Érdekességek
Máriássy Félix 1969-ben bemutatott Imposztorok c. filmje sajátos szemszögből foglalkozik a fehérterror és a nyugat-magyarországi felkelés, valamint a Lajtabánság fennállásának eseményeivel. Az első ágfalvi összecsapás eseményeinek jó néhány részlete is megjelenik a filmben, de Ágfalvát a készítők Lajtaváradra keresztelték át (ilyen nevű település természetesen nincs) és a filmben a felkelők nem fogják el az osztrák kormánybiztost.

## Külső hivatkozások
- Az első ágfalvi csata (sopronaano.hu)
- Schlacht von Agendorf (oedenburgerland.de)